# Quererlo todo
 (février 2021).
Quererlo todo est une telenovela mexicaine produite par Televisa et diffusée entre le 9 novembre 2020 et le 25 avril 2021 sur Las Estrellas,.

## Synopsis
Sonia Rodríguez a été la petite amie de longue date de Mateo Coronel sans jamais remettre en question son amour pour lui. Après la mort du Don Aurelio Rodríguez père de Lucia Rodríguez, riche propriétaire terrien, une guerre éclate entre les héritiers de la fortune. Au milieu de cette agitation, Sonia rencontre Don Tirso Quintero, fils de l'exécuteur testamentaire de l'héritage, et tombera amoureuse de sa noblesse et de sa passion pour la vie.

## Distribution
- Michelle Renaud : Sonia Rodríguez
- Victor González : Don Leonel Montes
- Danilo Carrera : Mateo Santos Coronel
- Sara Corrales : Sabina Larragubiel
- Alejandro Tommasi : Aaron Estrada
- Olivia Bucio : Dona Dalila Santos
- Mimi Morales : Doña Lucia Rodríguez
- Alexis Ayala : Don Artemio Cabrera
- Luz María Jerez : Doña Minerva Montes
- Manuel Ojeda : Don Patricio Santos
- Scarlet Gruber : Sandy Cabrera
- Roberto Blandon : Don Tirso Quintero
- Juan Ángel Esparza : Padre Gabriel Ortiz
- Claudia Troyo : Dona Luisa Téllez
- Sachi Tamashiro : Berenice Cabrera
- Gina Pedret : Dona Eva Téllez
- Ignacio Guadalupe : Don Servando Sánchez
- Rubén Branco : Remigio Blanco
- Lalo Palacios : Lorenzo Ortiz
- Marcos Montero : Alejandro Moreno
- Fabiola Andrere : Corina Juerez
- Eugenia Cauduro : Doña Esmeralda Coronel vda de Santos
- Jonathan Ochoa : Roberto Arana Cabrera
- Nacho Ortiz Jr. : Facundo Amaya
- César Évora : Don Aurelio Rodríguez
- Zoé Itzayana : Angelita Quintero Larragubiel
- Jorge Gallegos :Comandante Basurto Osuna

## Diffusion
- Las Estrellas (2020)
- Univision (2021)

## Autres versions
- Herencia de amor (Telefe, 2009)

### Sources
- (es) Cet article est partiellement ou en totalité issu de l’article de Wikipédia en espagnol intitulé « Quererlo todo » (voir la liste des auteurs).